# Iglesia de San Ciriaco de Gernrode
La iglesia de San Ciriaco (en alemán: Stiftskirche St. Cyriakus) es una iglesia medieval de la actual Alemania, localizada en Gernrode, en el estado de Sajonia-Anhalt. Es uno de los pocos ejemplos que quedan de la arquitectura otoniana, construida en el año 959/960-965 por el margrave Gero, aunque fue ampliamente restaurada en el siglo XIX y hoy es considerada como una de las más bellas de la región del Harz.
Presenta las características típicas de la arquitectura otoniana: planta basilical con tres naves, techumbre plana y galerías superiores. La tribuna de carpintería de la nave se encuentra entre las grandes arcadas y las ventanas altas. Evoca los modelos orientales. La cripta es una de las primeras de este estilo en Alemania. El coro fue transformado en el siglo XII, así como la pila bautismal. La fachada occidental es de tipo macizo occidental o Westwerk, con una torre central cuadrangular flanqueada por dos torres circulares con escaleras; la tribuna del macizo occidental conecta con las galerías superiores de las naves laterales.
Ahora es utilizada por la comunidad evangélica de Gernrode.

## Historia
Gerón I fue uno de los principales colaboradores del emperador Otón I, y tenía su residencia en el castillo de Gernrode. Decidió fundar la iglesia en memoria de su hijo Siegfreid, que había muerto sin herederos en 960, a través de una gran donación a un convento femenino. Tras la muerte de Siegfreid, su viuda Hathui se convirtió en abadesa del monasterio. La iglesia colegiata de San Ciríaco todavía alberga la tumba de Gerón I y se puede ver en ella una lápida en el crucero del transepto. Hathui fue enterrada junto a él en 1014.
Originalmente, la iglesia estuvo probablemente dedicada a Santa María y San Pedro, pero después de la llegada de las reliquias de San Ciríaco, obtenidas por el propio Gerón I en Roma alrededor de 950, cambió su advocación por la actual.
Adiciones a la iglesia de los siglos XI y XII, incluyen la cripta oeste, las galerías laterales, la ampliación de la Westwerk y las torres y el claustro de dos plantas. La bóveda del transepto se añadió en el período gótico. El convento se convirtió en una abadía Imperial, con jurisdicción para una vasta área que incluía 23 aldeas.
Después de abrazar el credo protestante en 1523, desde 1564 a 1606 el convento tuvo solo abadesas pertenecientes a la casa dirigente local de la dinastía Anhalt. La última abadesa murió en 1616. La abadía se convirtió en un dominio secular, aunque mantuvo los antiguos privilegios y jurisdicción, hasta que fue vendida en partes a particulares en 1831. En el siglo XIX la iglesia fue desacralizada y utilizada como almacén agrario; la mayoría de las ventanas fueron por ello cerradas. La cripta se convirtió en un establo y un almacén de patatas. En 1858, gracias a la intervención del historiador del arte Franz Theodor Kugler y al historiador Ludwig Puttrich, el duque Leopoldo IV de Anhalt-Dessau ordenó su restauración, que duró hasta 1874. El exterior se modificó en parte, aunque el interior mantuvo la mayor parte de la apariencia original otoniana (con la excepción de las pinturas).

## Descripción
El cuerpo central de la iglesia tiene una nave central y dos laterales, abrazadas por el transepto oriental y la Westwerk, que está flanqueada por dos torres. Estos elementos, propios de la arquitectura carolingia, se emparejaron por novedades que anticipan el estilo románico: como la alternancia de pilares y columnas (un sello distintivo de numerosas iglesias posteriores en Sajonia), los gruesos muros, las arcadas semi-ciegas en las galerías sobre la nave (similar a un triforium). Los capiteles de las columnas muestran una variedad de elementos, con hojas estilizadas de acanto y, en un caso, cabezas humanas.
Una capilla de aproximadamente el siglo XII en la nave lateral sur alberga una copia de finales del siglo XI de la tumba de Cristo (una representación del Santo Sepulcro en Jerusalén), que es una de las más antiguas de su tipo en Alemania.

## Galería de imágenes

Exterior de la iglesia
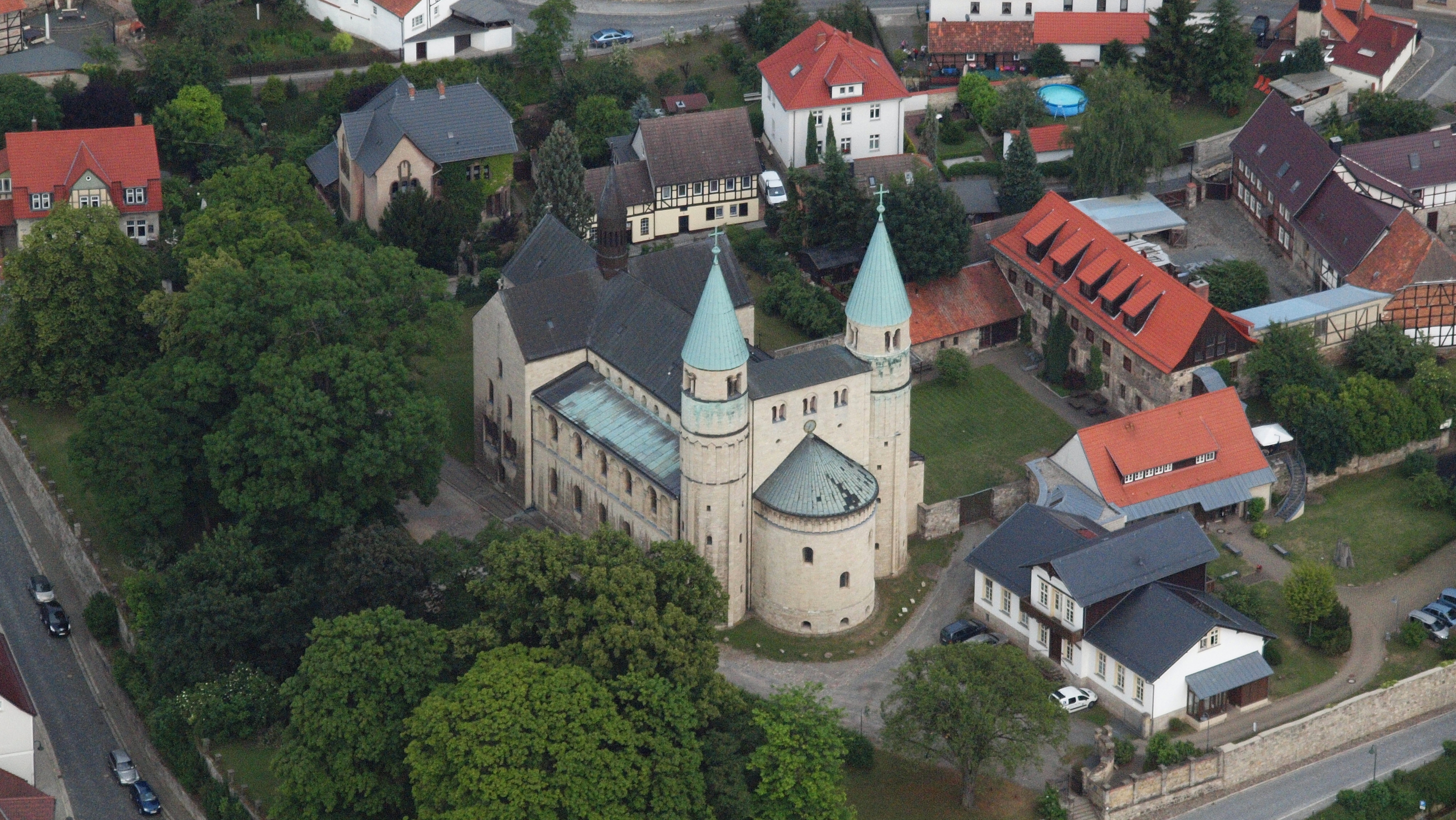
Vista aérea
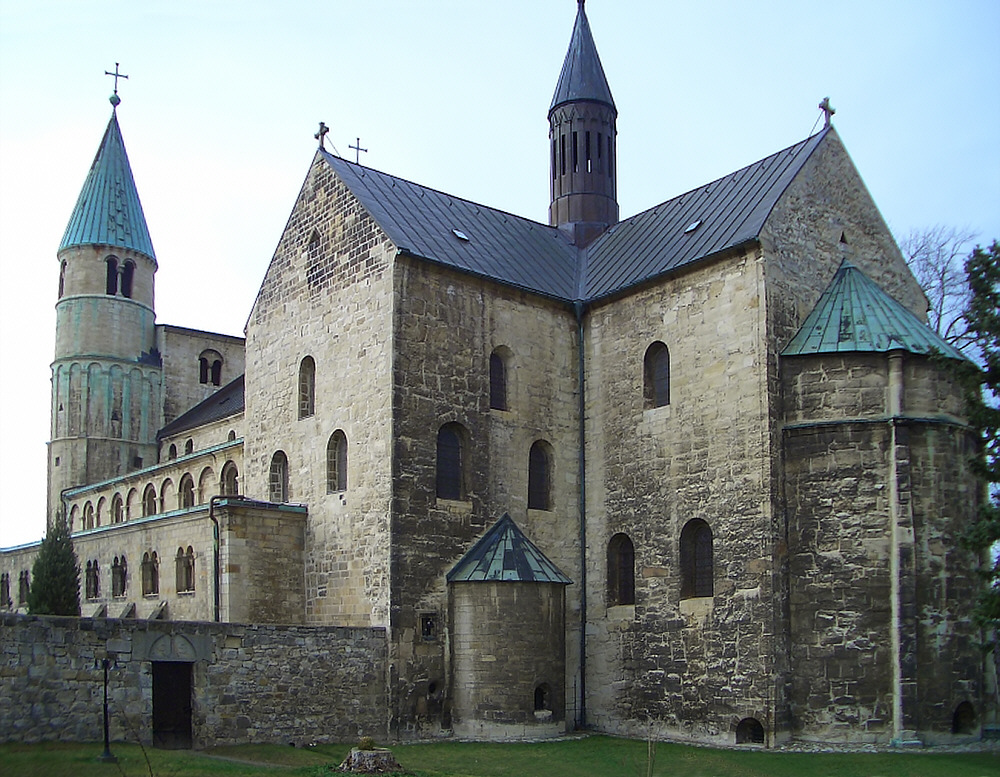
Vista  desde el sureste
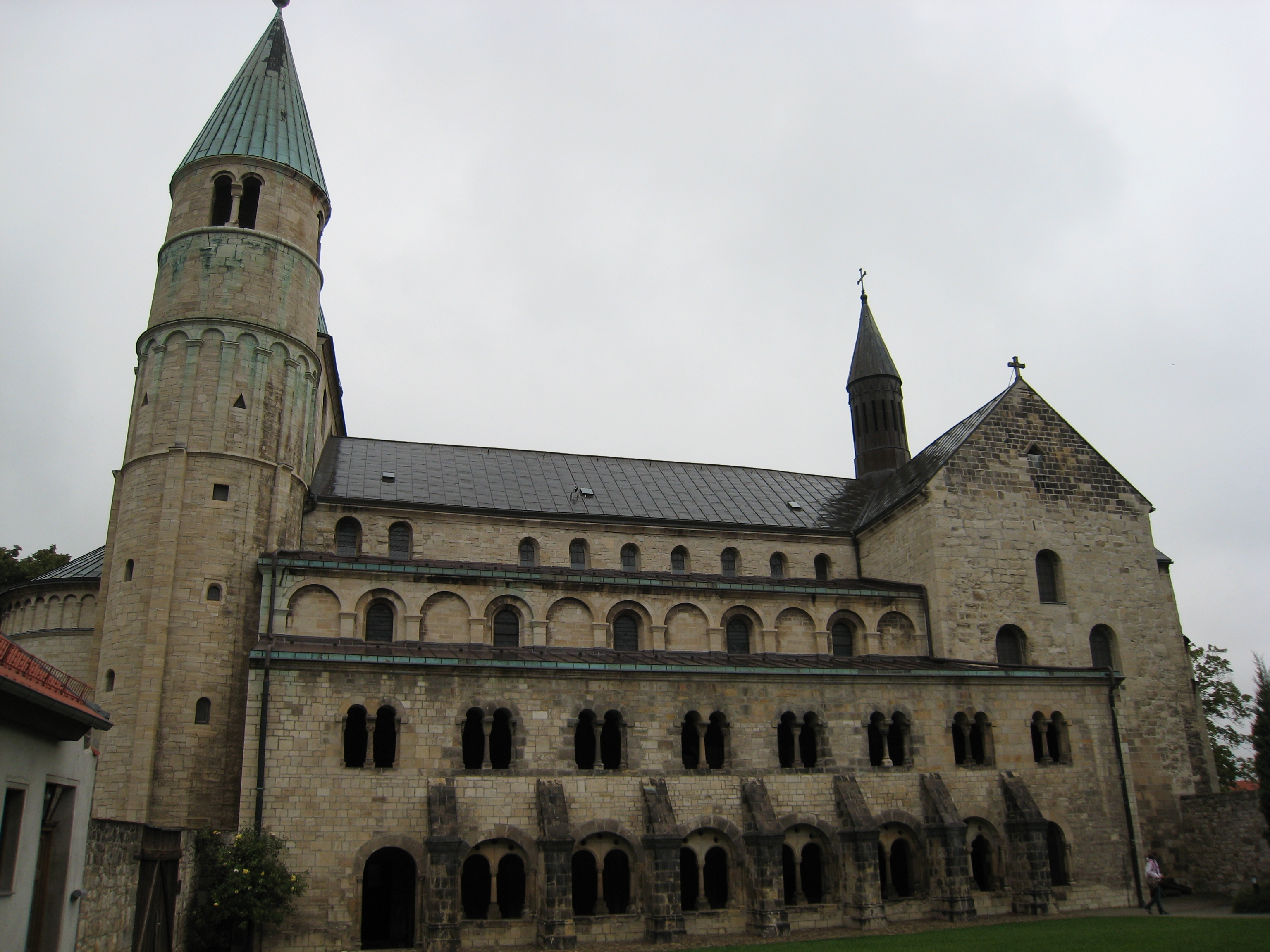
Vista lateral de la iglesia
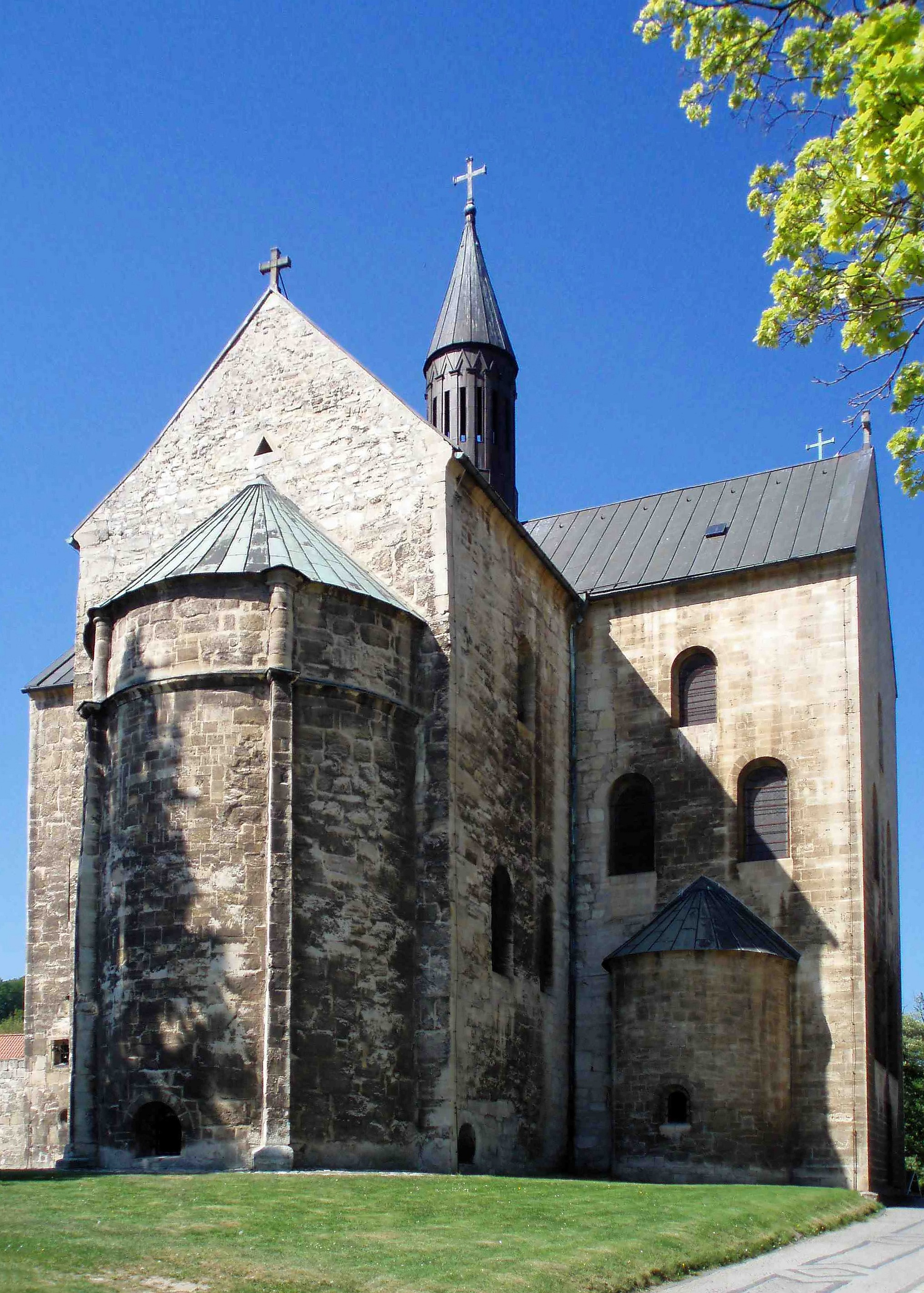
Coro oriental y transepto occidental
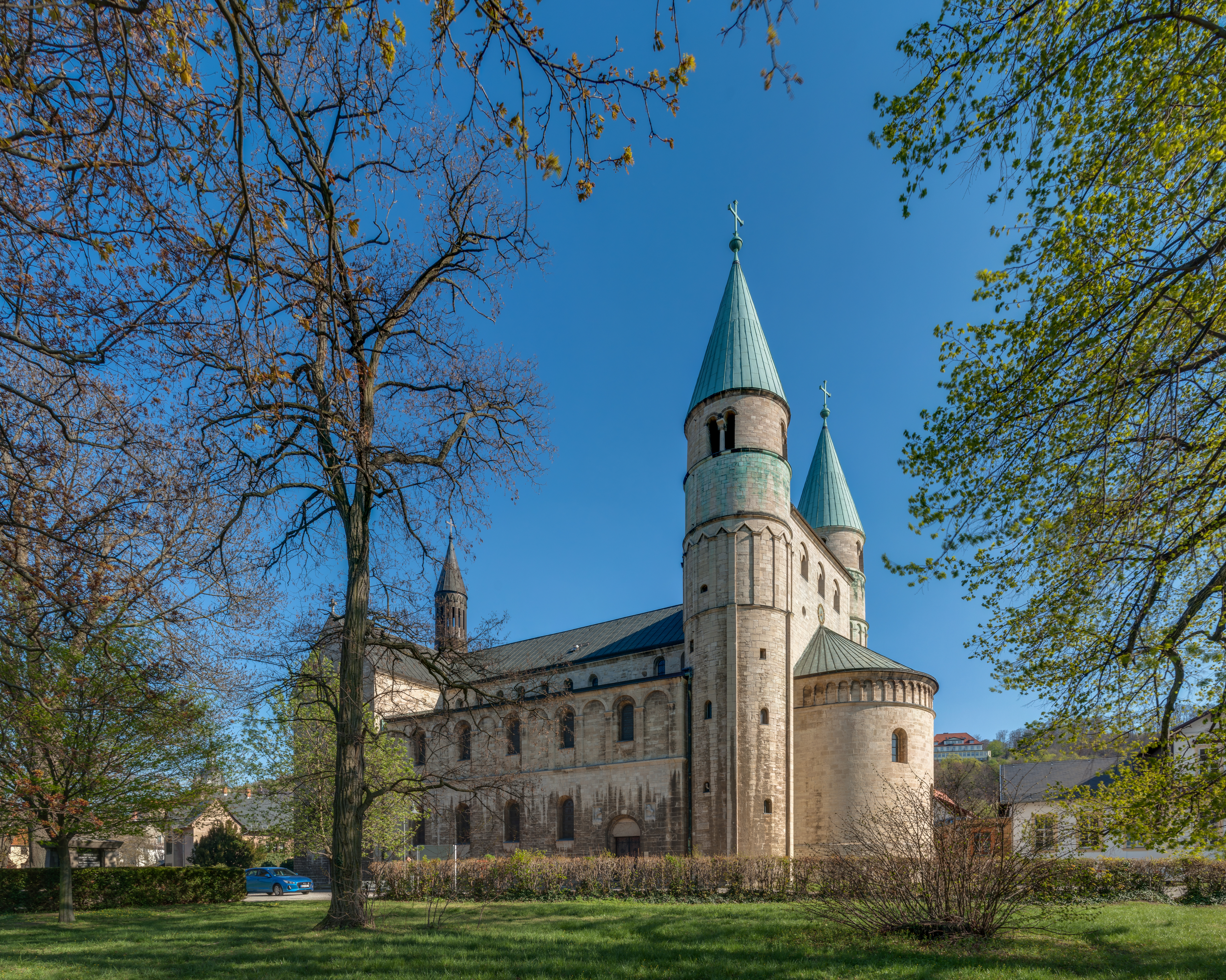
Vista nordica con apsis occidental

Exterior de la iglesia
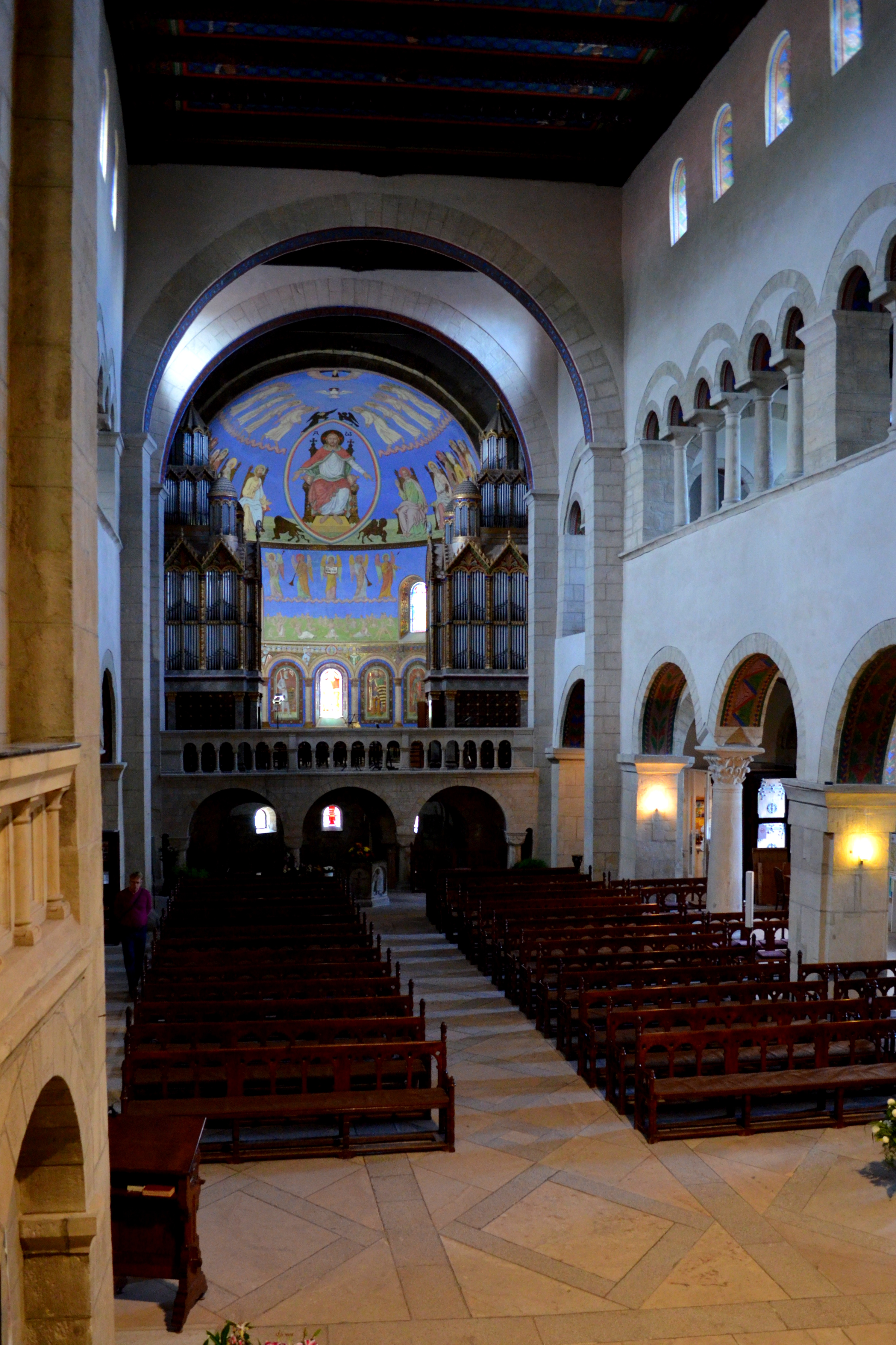
Interior
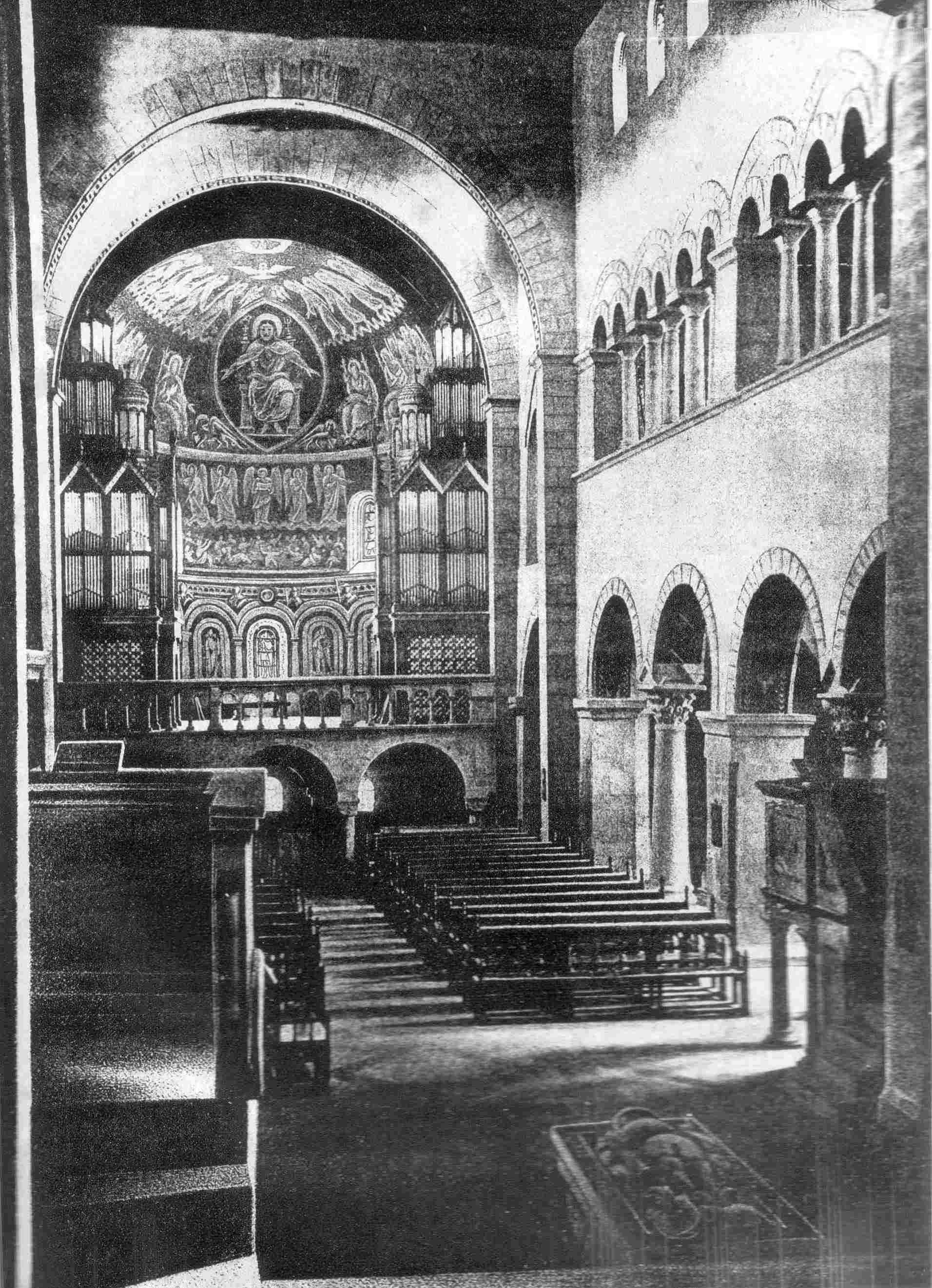
La nave vista hacia el órgano dividido, 1877
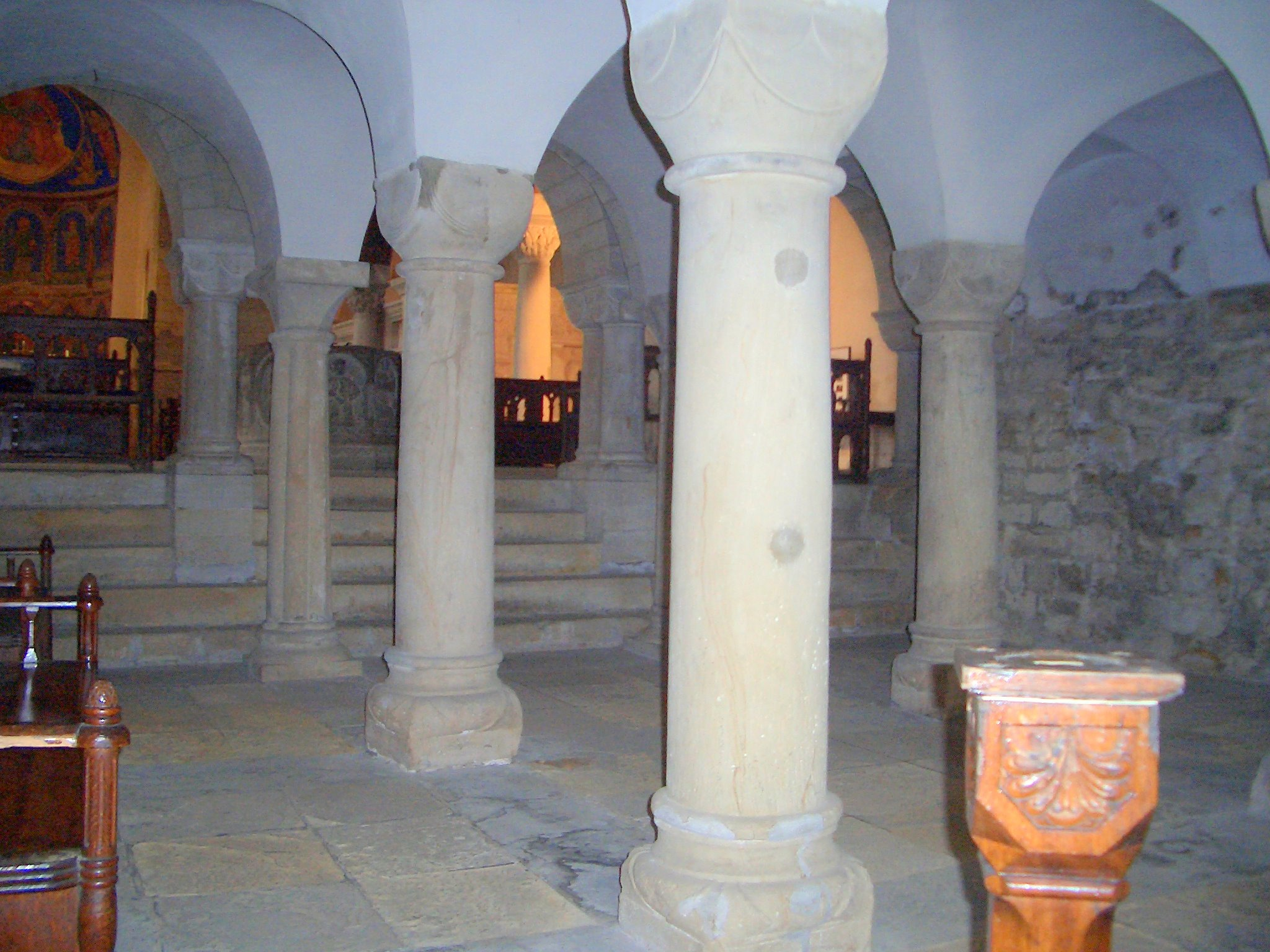
Los pilares de la cripta occidental muestran la típica forma románica
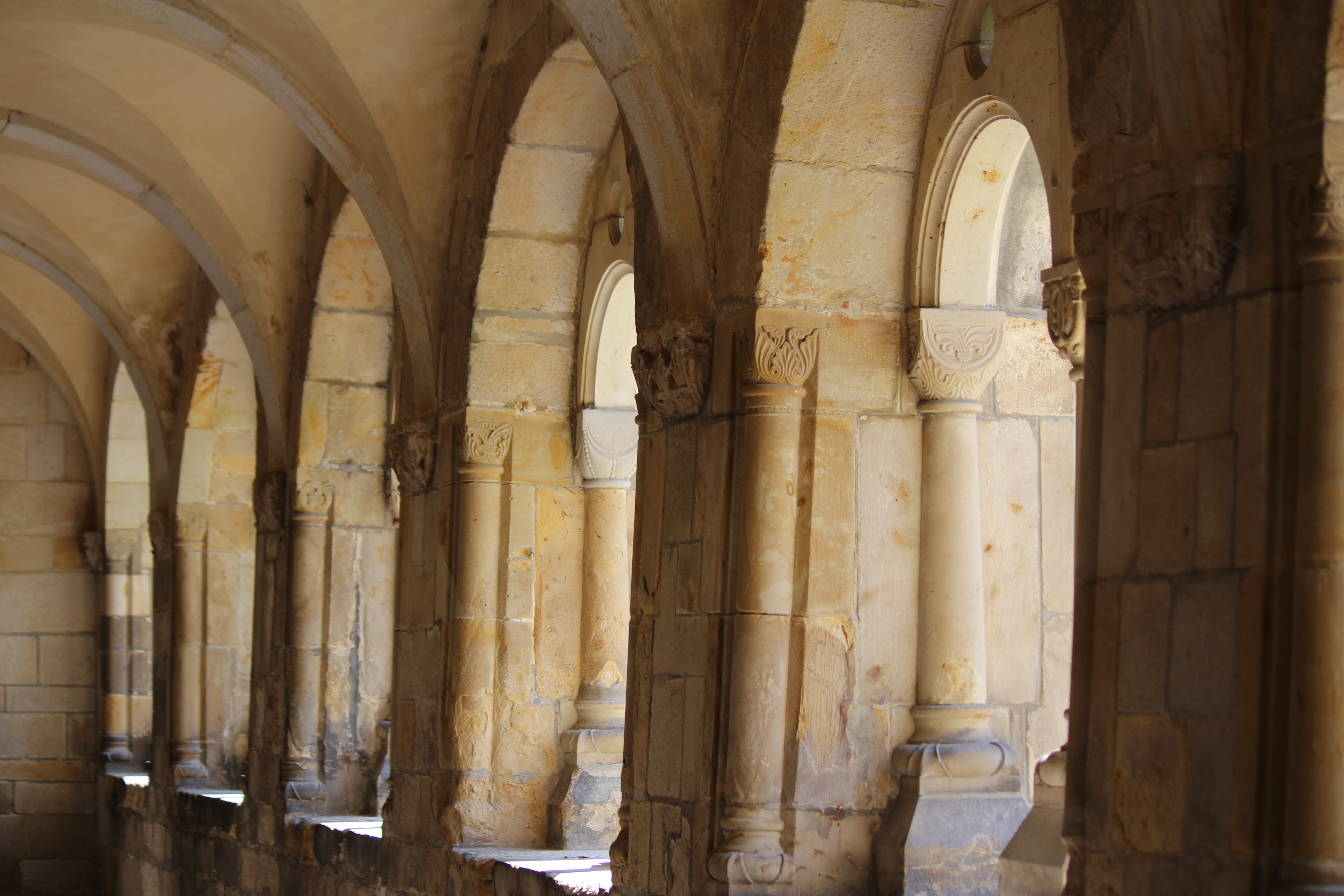
Galería